# Fruzsina Grek
Fruzsina Grek (Budapest, 27 de abril de 2009) es una deportista húngara que compite en gimnasia rítmica, en la modalidad de conjuntos. Ganó una medalla de bronce en el Campeonato Europeo de Gimnasia Rítmica de 2025, en la prueba de concurso completo.

## Palmarés internacional
| Campeonato Europeo | Campeonato Europeo | Campeonato Europeo | Campeonato Europeo |
| Año                | Lugar              | Medalla            | Prueba             |
| ------------------ | ------------------ | ------------------ | ------------------ |
| 2025               | Tallin (Estonia)   | Medalla de bronce  | Concurso completo  |